# Власовський сільський округ
Вла́совський сільський округ (каз. Власов ауылдық округі, рос. Власовский сельский округ) — адміністративна одиниця у складі Аккайинського району Північноказахстанської області Казахстану. Адміністративний центр — село Власовка.
Населення — 711 осіб (2021; 977 у 2009, 1340 у 1999, 1909 у 1989).
Станом на 1989 рік існувала Власовська сільська рада (села Безлісне, Власовка, Сінне). Село Сінне ліквідовано 2024 року.

## Склад
До складу округу входять такі населені пункти:
| Населений пункт | Старі назви | Населення, осіб (1989) | Населення, осіб (1999) | Населення, осіб (2009) | Населення, осіб (2021) |
| --------------- | ----------- | ---------------------- | ---------------------- | ---------------------- | ---------------------- |
| Безлісне, село  | -           | 333                    | 229                    | 190                    | 88                     |
| Власовка, село  | -           | 1239                   | 925                    | 771                    | 619                    |
| Сінне, село     | -           | 337                    | 186                    | 16                     | 4                      |